# Jerzy Kossak

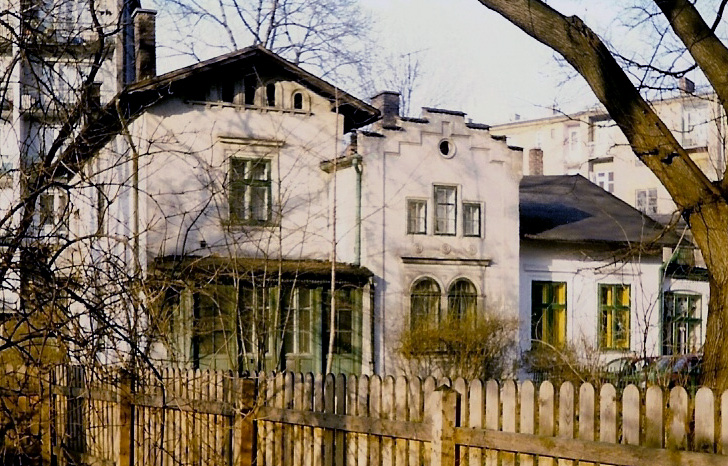
Trang viên của gia đình "Kossakówka"

Jerzy Maciej Kossak (sinh ngày 11 tháng 9 năm 1886 tại Kraków - mất ngày 11 tháng 5 năm 1955 tại Kraków) là một họa sĩ hiện thực người Ba Lan. Ông chuyên vẽ tranh mô tả cảnh quân sự. Ông là con trai của họa sĩ Wojciech Kossak và cháu nội của họa sĩ Juliusz Kossak. Ông là họa sĩ thế hệ thứ ba trong một gia đình có truyền thống họa sĩ, nhà văn và nhà thơ nổi tiếng và được săn đón.
Jerzy Kossak vẽ rất nhiều tranh lịch sử. Phần lớn ông vẽ về những kỵ binh nhẹ người Ba Lan nổi tiếng trên lưng ngựa. Những bức tranh này thường được bán tại chỗ, nhưng cũng có khi chúng được sử dụng để đổi chác trong thời điểm kinh tế suy thoái sau chiến tranh. Cơn suy thoái kinh tế này kéo dài cho đến khi ông mất, trước khi chủ nghĩa Stalin kết thúc ở Ba Lan. Cùng với tranh của những họa sĩ đi trước, những bức tranh của Jerzy Kossak vẫn đang bán chạy nhất tại các buổi đấu giá nghệ thuật của Ba Lan.
Jerzy Kossak là anh em với nhà thơ Maria Pawlikowska-Jasnorzewska và tiểu thuyết gia Magdalena Samozwaniec. Ông là cha của nhà sinh vật học Simona Kossak và họa sĩ Gloria Kossak. Ông sống tại trang viên của gia tộc có tên là "Kossakówka" ở Kraków.